# Genius (skulptur)

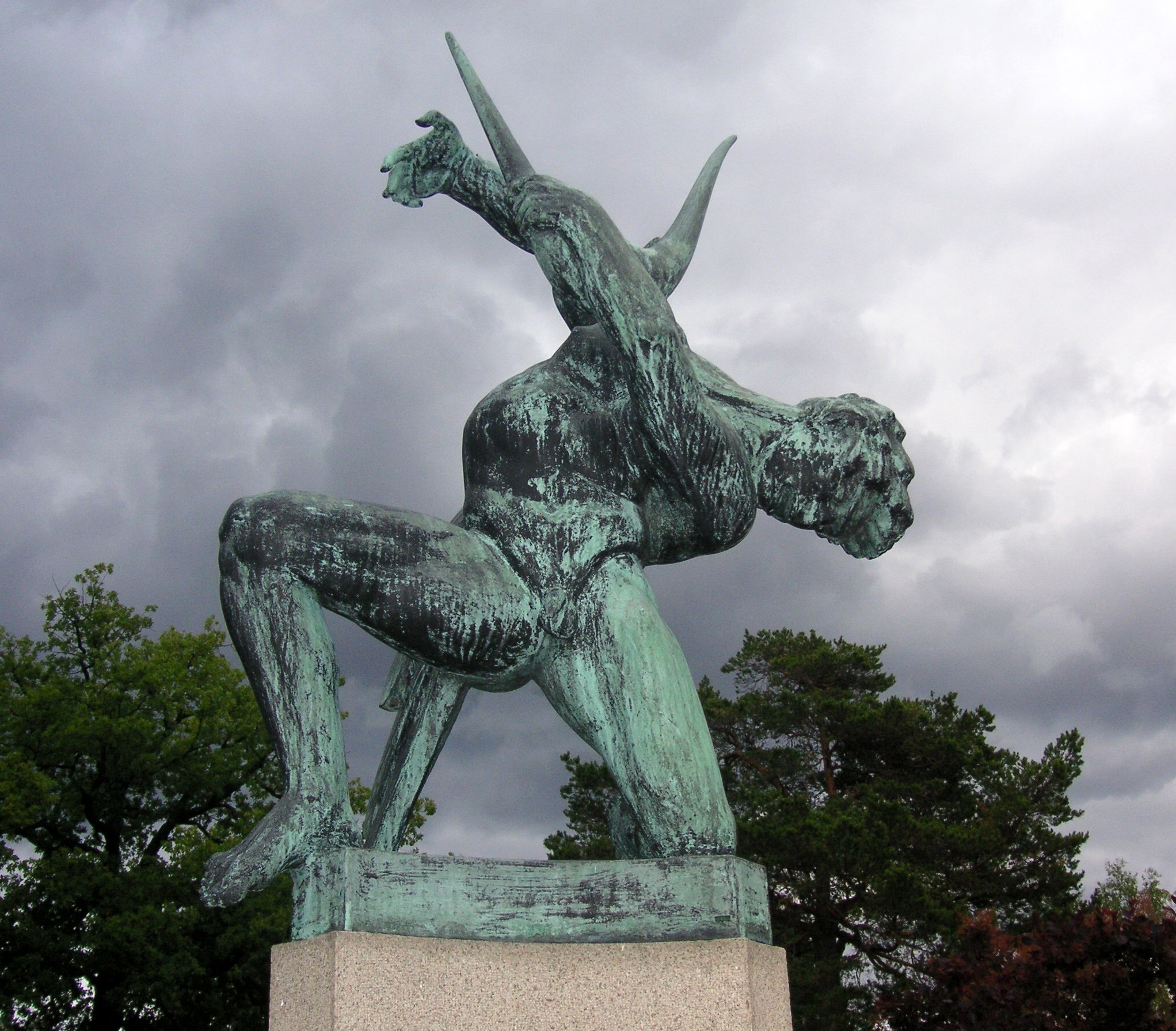
Genius på Millesgården år 2008

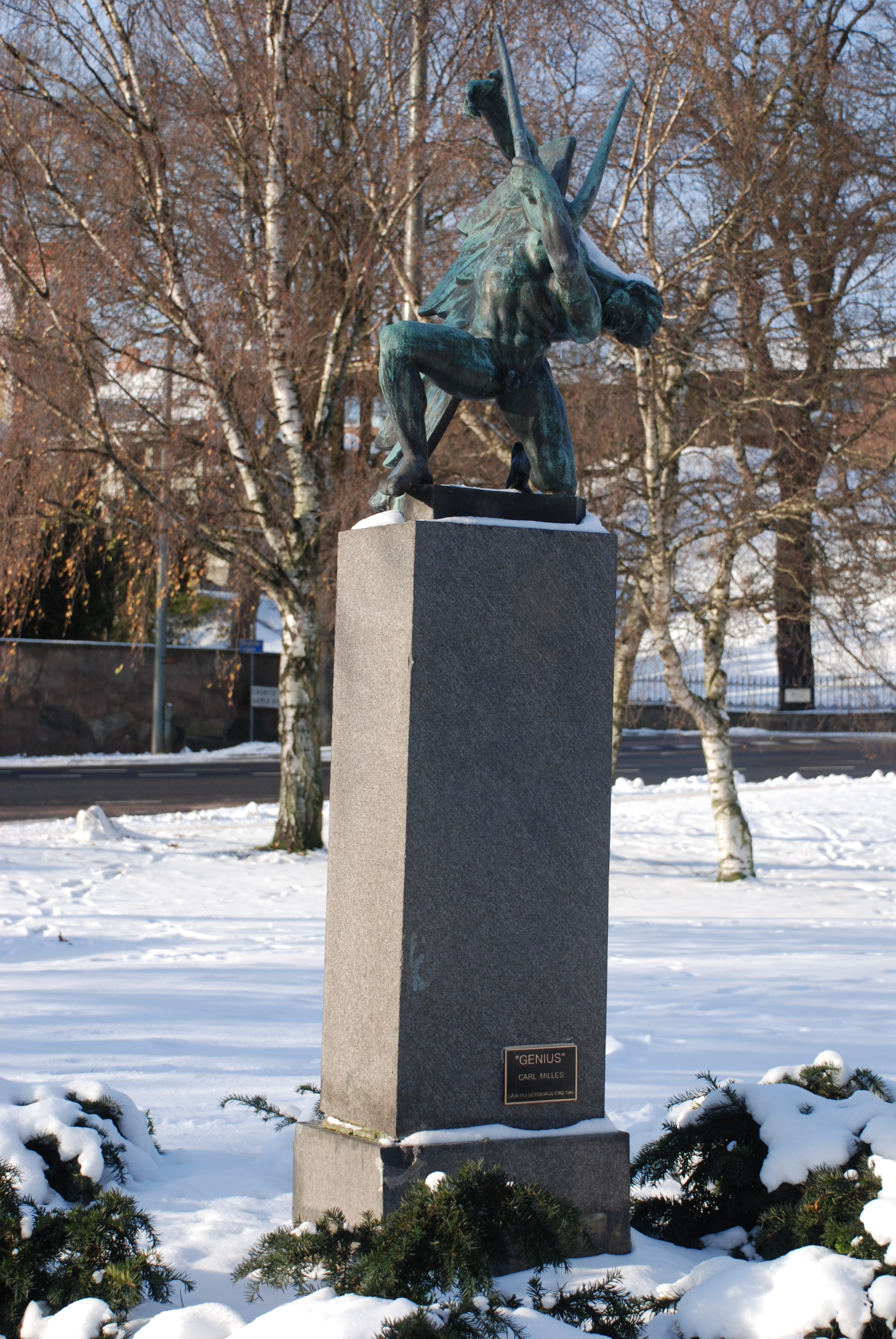
Genius vid Sankt Sigfrids plan i Göteborg

Genius, eller Lyrspelande ängel, är en skulptur i brons av Carl Milles som skapades åren 1932-40.
Redan 1932 började Carl Milles sitt arbete med "Genius", en lyrspelande ängel, som var tänkt som en hommage, ett respektsbevis, till August Strindberg. Lyrspelande figurer återkom ofta i Milles motiv, exempelvis i Orfeusgruppen i Stockholm. Lyran symboliserar poesi och dikt.
När Milles 1939 fick en beställning för ett gravmonument för skådespelaren Gösta Ekman d.ä., som 1938 gått ur tiden, föreslog han “Genius”. Milles hade tagit med sig skulpturen till Cranbrook i USA, där han sedan 1931 var bosatt och fulländade skulpturen fram till 1940. Genius uppsattes 1949 vid Gösta Ekmans grav på Norra begravningsplatsen vid Haga i Solna kommun. Replikor finns även på Millesgården på Lidingö, nedanför Manillaskolan på Djurgården i Stockholm och på Cranbrook. Även Göteborg har två "Genius" skänkta av direktören Hilding Göransson. Den ena finns i Millesparken vid Sankt Sigfrids plan och den andra vid Sahlgrenska sjukhuset.